# بيشوفسهوفن
بيشوفسهوفن (بالألمانية: Bischofshofen) هي بلدة تقع في مقاطعة سانت يوهان إم بونغاو في ولاية سالزبورغ الفيدرالية النمساوية. إنه تقاطع مرور مهم يقع على خط سكة حديد سالزبورغ-تيرول وعلى طريق تاورن أوتوبان ، وهو طريق سريع رئيسي يعبر السلسلة الرئيسية لجبال الألب.
تشهر هذه البلدة بإقامة المنافسة النهائية لبطولة فور هيلز التقليدية في القفز على الجليد سنويًا في بول أوسيرلايتنر شانز في بيشوفسهوفن منذ عام 1953.

## جغرافية
يقع بيشوفسهوفن داخل جبال الألب الشمالية الجيرية ، في وادي نهر سالزاك ، على بعد حوالي 50 كم (31 ميل) جنوب عاصمة الولاية سالزبورغ. تحيط بها كتلة هوخكونيش في الغرب ، وجزء من جبال الألب بيرشتسغادنر ، وجبال تينين في الشمال الشرقي ، و جبال الألب سالزبورغ صخرية في الجنوب الشرقي.

### قرى بيشوفسهوفن
- فهرت
- بيشوفسهوفن
- بوخبيرج
- غينفيلد
- هايدبرغ
- كروزبرج
- ليدريج
- ميتربيرغتن
- وينكل
- أستين

## روابط خارجية
- موقع البلدية باللغة الألمانية
- مجلس بيشوفسهوفن السياحي